# Agares

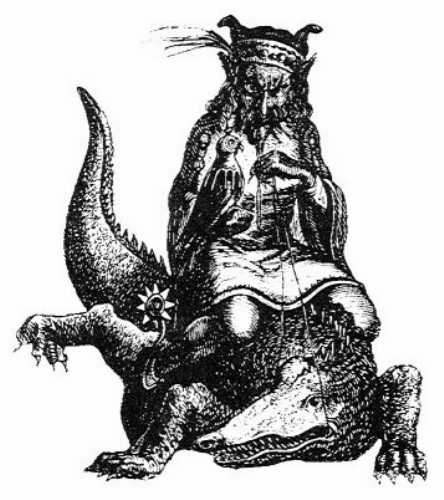
Agares segundo Collin de Plancy no «Dictionnaire infernal», Paris, 1863.

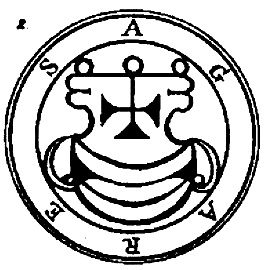
Selo de Agares

Agares (Agreas, Aguares ou Agaros) é a segunda entidade de uma lista de 72 descritas pela primeira vez na Arte da Goécia, excerto de um grimório medieval conhecido como A Chave Menor de Salomão.
Agares, segundo o daemon da Goécia(Ou Goetia), é um duque (ou grão-duque)  que comanda 31 legiões de espíritos. Aparece na forma de um ancião decrépito e mau-encarado, montado num crocodilo e com um falcão pousado no punho, sendo esta a forma que o daemon assume quando se manifesta fisicamente nas evocações. 
Agares supostamente tem o poder de causar terremotos, de conceder a capacidade de encontrar pessoas fugitivas e o dom de línguas, sentindo particular prazer na hora de ensinar expressões pejorativas, imorais e proibidas; também tem o poder de destituir dignidades, tanto temporais quanto sobrenaturais.
Entre as possíveis origens deste ser, antes de sua aparição como um daemon na Goécia, pode ser citada a etimologia de Agares como "filho de Agar" ou "filho da estrangeira". Na bíblia, Agar ou Hagar é a serva egípcia de Sara, que tem um filho com Abraão chamado Ismael(Deus ouviu). Posteriormente Sara (que era estéril) milagrosamente dá à luz Isaque, causando a expulsão de Agar e seu filho Ismael para o deserto.
Outras associações podem incluir os diversos Agreus da mitologia (e principalmente o herói, que em algumas ilustrações é visto montando um crocodilo), a estrela Algol (Beta Persei) e a criatura Ghoul, com suas características de rapidez, agitação, intensidade. O crocodilo sobre o qual Agares monta pode estar relacionado às águas do Nilo, indicando sua possível origem egípcia.

## Referencias
1. ↑  Collin de Plancy, Thomas. «Dictionnaire Infernal». Consultado em 19 de fevereiro de 2008
2. ↑  Peterson, Joseph. «Lemegeton Clavicula Salomonis, or Lesser Key of Solomon». Ars Goetia. Consultado em 15 de abril de 2007
3. ↑  Weyer, Johann. «De praestigiis daemonum». Pseudomonarchia Daemonum. Consultado em 15 de abril de 2007
4. ↑  PAULUS, Editora (2002). Bíblia de Jerusalém. Brasil: Paulus
5. ↑  XAOZ, Projeto (2019). Liber Genius. Rio de Janeiro: Bonecker. ISBN 9788570770479
6. ↑  DAEMONS, Projeto. «Projeto Daemons - Agares»